# Evonymopsis acutifolia
Evonymopsis acutifolia là một loài thực vật có hoa trong họ Dây gối. Loài này được (H.Perrier) H.Perrier mô tả khoa học đầu tiên năm 1942.